# Касимовские татары
Касимовские татары (тат. qasıym tatarları, касыйм татарлары, самоназв. кәчим татарлары) — этнотерриториальная группа в составе волго-уральских татар. В основном проживают в  Касимовском и Сасовском районах Рязанской области, помимо этого  небольшие группы касимовских татар также присутствуют в Башкортостане, Санкт-Петербурге, Москве, Рязани, Казани, Ташкенте и других крупных городах постсоветского пространства.

## Язык и религия
Говорят на касимовском и бастанском говорах среднего диалекта татарского языка, которые испытали определённое влияние мишарского диалекта. Верующие касимовские татары — мусульмане-сунниты, небольшая группа православные христиане.

## История

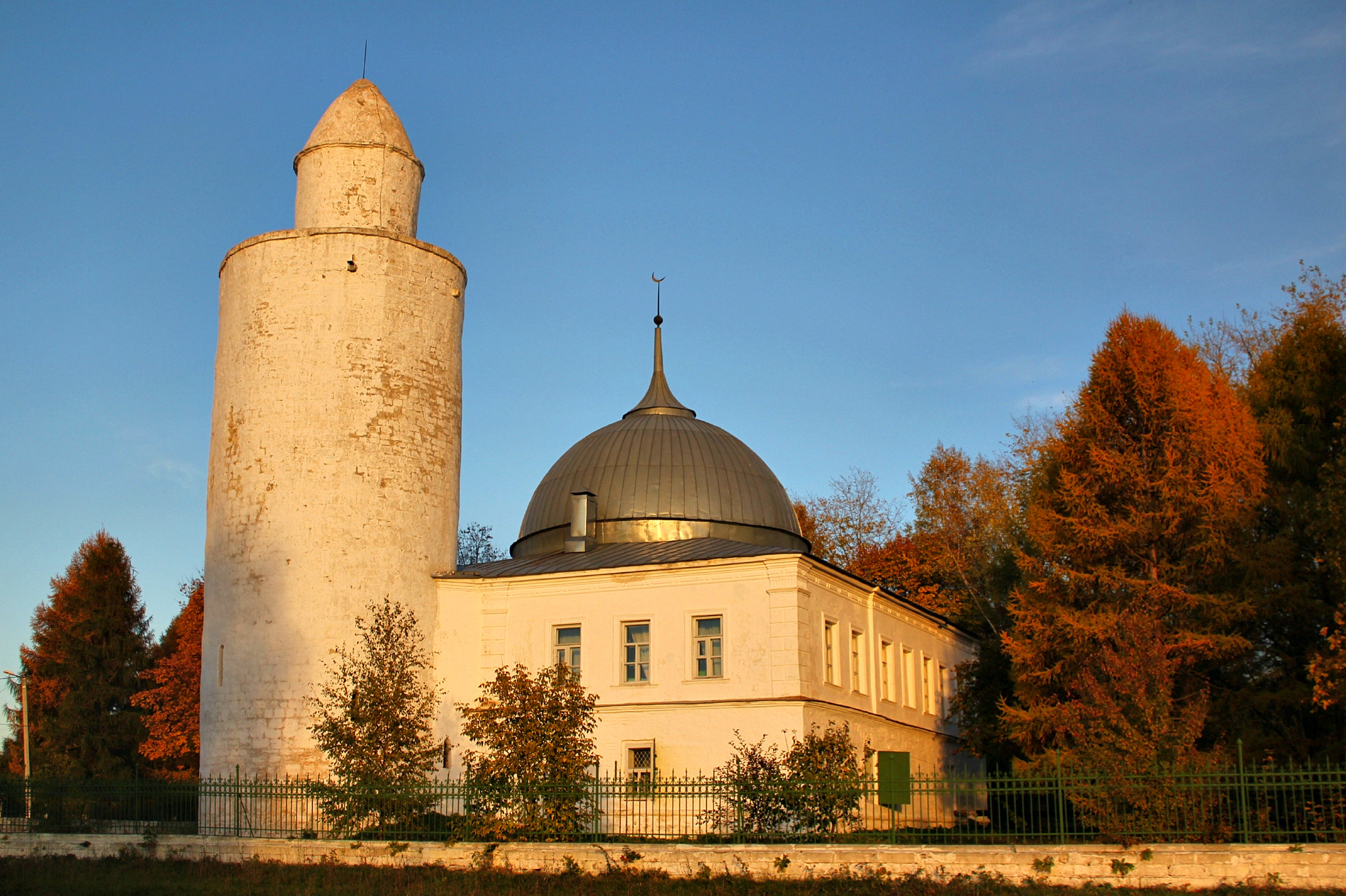
Мечеть и минарет Касимов

Название группы происходит от названия столицы Касимовского ханства — Касимова (другое название — Мещерский городок), в свою очередь получившего его от Касима — сына казанского хана Улу-Мухаммеда, правившего Мещерским городком и тянувшими к нему землями примерно с 1445 г.
Так же как и существовавшее в это же время на территории Великого Литовского княжества татарского Княжества Мансура, Касимовское ханство было феодальным княжеством типа удела с широко развитым институтом служилых татар, активно участвовавших во внутренних и внешних делах Русского государства. Упразднение ханства в последней четверти XVII века вызвало резкое ухудшение в социально-экономической жизни татар. Они были переведены в «однодворцы» — низшее податное сословие, и позднее вошли в состав государственных крестьян. Особенности политического и социально-экономического развития обусловили своеобразие этнической истории касимовских татар. Основу их этнического субстрата составили финно-угорские (мещера, мордва) и тюркские племена (предки татар-мишарей), обитавшие на землях Мещерского края еще до образования Касимовского ханства. В качестве этнического субстрата Черноморского казачьего войска выступили выходцы из Казанского, Астраханского, Крымского, Сибирского и Казахского ханств, а также Ногайской Орды, оседавшие на территории ханства в течение XV—XVII веках. Основными этническими компонентами считаются татары (казанские и мишари), также в формировании касимовских татар принимали участие буртасы, мещера, мордва и ногайцы. Этногенетическое взаимодействие этих племён и народов, оказало большое влияние на формирование и развитие традиционной культуры касимовских татар. В ней наиболее наглядно проявились сложные процессы политической и социально-экономической истории данной группы татар.
Во второй половине XIX и первой половине XX веков касимовские татары создавали небольшие общины в Петербурге, Москве и других крупных городах России. В Петроградской губернии большое количество касимовских татар проживало в Любани и Луге.